# Шелепин, Александр Николаевич
Алекса́ндр Никола́евич Шеле́пин (18 августа 1918, Воронеж — 24 октября 1994, Москва) — советский комсомольский, партийный и государственный деятель, член Президиума (Политбюро) ЦК КПСС (1964—1975), секретарь ЦК КПСС (1961—1967). В 1952—1958 годах 1-й секретарь ЦК ВЛКСМ. В 1958—1961 годах — Председатель КГБ СССР. С 1962 по 1965 год возглавлял Комитет партийно-государственного контроля при ЦК КПСС и Совете министров СССР, одновременно являясь заместителем Председателя Совета Министров СССР. В 1967—1975 годах — председатель ВЦСПС. Член ЦК КПСС (1952—1976). Депутат Верховного Совета СССР (1954—1979); депутат Верховного Совета РСФСР (1967—1975). Лидер группы «Комсомольцев» в партийном аппарате, представители которой работали на высших руководящих должностях в ЦК ВЛКСМ и ЦК КПСС. Один из главных организаторов смещения Н. С. Хрущёва с поста Первого секретаря ЦК КПСС.

## Биография
Родился в Воронеже, в семье железнодорожного служащего Николая Георгиевича Шелепина (1890—1968).
Среднюю школу окончил с отличием. Член ВЛКСМ с марта 1934 года, сразу был избран секретарём комитета ВЛКСМ школы. С 1936 года в Москве — учился (по 1941 год) на историческом факультете Московского института философии, литературы и истории имени Н. Г. Чернышевского (ИФЛИ), выпускник кафедры основ марксизма-ленинизма; с 1937 года секретарь комитета ВЛКСМ института.
В январе — апреле 1940 года добровольцем служил в рядах Рабоче-крестьянской Красной армии на политической работе (заместитель политрука эскадрона 157-го полка 24-й Московской кавалерийской дивизии), участник советско-финляндской войны. В ходе боевых действий получил обморожение ног.
Член ВКП(б) с 1940 года. С того же года на работе в Московском городском комитете ВЛКСМ: инструктор, заведующий военно-физкультурным отделом, секретарь горкома. Осенью 1941 года занимался отбором добровольцев для партизанских отрядов и диверсий в тылу врага (среди которых была и Зоя Космодемьянская). История с Космодемьянской дошла до И. В. Сталина, что положило начало быстрой карьере Шелепина.
В октябрьском деньке,

невысоком и мглистом,

в Москве, окружённой немецкой подковой,

товарищ Шелепин,

ты был коммунистом

со всей справедливостью нашей суровой.
С мая 1943 года секретарь, а с 1949 года второй секретарь ЦК ВЛКСМ. В 1952—1958 годах первый секретарь ЦК ВЛКСМ. Как отмечает Николай Месяцев: «Он сменил Михайлова на посту первого секретаря Центрального комитета комсомола. Конечно, при Михайлове была определённая бюрократизация, преувеличение значимости палатного аппарата — это, конечно, зажимало демократию, снижало уровень демократичности и самодеятельных начал у молодежных организаций, молодёжная организация не может жить без самодеятельных начал, без своих собственных инициатив, должен быть какой-то простор у молодёжи, самовыражение, а если это будет всё зажато… Что делает Шелепин? Он идёт по пути сокращения палатного аппарата комсомола, оставляет в райкомах, в горкомах комсомола одного освобождённого секретаря и заведующего учётом, все остальные — на общественных началах».
В 1957 году активно поддержал Н. С. Хрущёва во время июньского Пленума ЦК КПСС по разоблачению «антипартийной группы» Маленкова, Кагановича, Молотова и «примкнувшего к ним Шепилова». Руководил подготовкой и проведением в Москве VI Всемирного фестиваля молодёжи и студентов.

### 1958—1964
В апреле 1958 года назначен заведующим Отделом партийных органов ЦК КПСС по союзным республикам.
С 25 декабря 1958 по 14 ноября 1961 года — председатель Комитета государственной безопасности при Совете Министров СССР (КГБ СССР). При этом необходимо упомянуть, что А. Н. Шелепин отказывался от назначения председателем КГБ. Его назначение было во многом политическим. Н. С. Хрущёв наставительно пояснил, что работа в КГБ — это такая же партийно-политическая работа, но со спецификой. В КГБ нужен свежий человек, который был бы нетерпим к любым злоупотреблениям со стороны чекистов. В заключение, вспоминал А. Н. Шелепин, Никита Сергеевич вдруг сказал: «У меня к вам ещё просьба: сделайте всё, чтобы меня не подслушивали».
От генеральского звания при назначении отказался. Был выдвинут Н. С. Хрущёвым с поставленной задачей перестраивать работу Комитета в соответствии с решениями XX съезда партии: ускорить десталинизацию и искоренить нарушения социалистической законности. Провёл масштабную реорганизацию Комитета с сокращением рабочего аппарата на несколько тысяч человек, при этом активно привлекал на работу выходцев из комсомола; основательно перестроил структуру Комитета, вместо целевых оперативных подразделений образовав единый централизованный орган управления.
Лично занимался делом сына И. В. Сталина В. И. Сталина. Позже совместно с Генеральным прокурором СССР Р. А. Руденко инициировал досрочное освобождение его из заключения.
С самого начала своего управления структурой КГБ произнёс:
Я хочу коренным образом переориентировать КГБ на международные дела, внутренние должны уйти на десятый план ❬…❭
Данное направление работы КГБ удалось сделать реальностью, как свидетельствует Филипп Бобков: «С конца 1959 года структура Комитета была выстроена таким образом, что от внутренних проблем КГБ был отстранён — при Хрущёве были ликвидированы все структуры, которые занимались их изучением». В другом месте Бобков отмечает: «В начале 1960‑х годов, когда в КГБ произошли коренные структурные изменения… Оперативная работа целиком переводилась в сферу каналов борьбы с проникновением в страну иностранных разведок. От контроля за средой, которую эти разведки намеревались использовать в целях подрыва конституционного строя страны, органы госбезопасности по существу отстранялись».
Посещал Китай в декабре 1958 года, а также в январе 1966 года, возвращаясь из Вьетнама. После отзыва из Китая советских советников КГБ по инициативе Шелепина оставался единственным советским ведомством, сохранившим связи с Китаем.
Предпринимал попытку инициировать освобождение из тюрьмы Н. И. Эйтингона и П. А. Судоплатова.
Из его рук получали награды ликвидаторы С. А. Бандеры (Б. Н. Сташинский) и Л. Д. Троцкого (Р. Меркадер).
С октября 1961 по сентябрь 1967 года — секретарь ЦК КПСС, был избран на организационном Пленуме ЦК КПСС, завершавшем работу XXII съезда партии.
Во время волнений в Новочеркасске в 1962 году присутствовал на месте событий с 1 июня (прибыл вместе с А. П. Кириленко) участвовал в принятии «решения о расправе со „смутьянами“».
С 23 ноября 1962 по 9 декабря 1965 года возглавлял Комитет партийно-государственного контроля при ЦК КПСС и Совете министров СССР, одновременно являясь заместителем председателя Совета Министров СССР. Комитет был образован по итогам Ноябрьского (1962) пленума ЦК КПСС в результате слияния Комиссии государственного контроля Совета министров СССР и Комитета партийного контроля при ЦК КПСС.
Как отмечает А. Фурсов, в 1965 году по поручению Шелепина в Московском государственном педагогическом институте (МГПИ) был создан Сектор прогнозирования, ставший через два года Лабораторией систем управления разработками систем (ЛаСУРс) (возглавлял её Побиск Кузнецов).

### 1964—1967
Принимал активное участие в действиях по смещению Н. С. Хрущёва с поста Первого секретаря ЦК КПСС. Фёдор Бурлацкий называет Шелепина главным организатором смещения Хрущёва, по его утверждению: «Замысел и план свержения Хрущёва исходил от Александра Шелепина и группы его комсомольских друзей».

 Когда Брежнев пришёл к власти — ему нужен был сильный человек, который бы имел, так сказать, «ключи» к комитету госбезопасности — для того, чтоб утвердить своё положение как человека, избранного для руководства партии и государства. И образовался своего рода такой тандем Брежнев — Шелепин. Брежнев доверял Шелепину. Но потом, когда он почувствовал, что отношение Шелепина меняется к самому Брежневу ❬…❭— Бывший заведующий отделом ЦК КПСС Л. М. Замятин
В марте 1965 года во время посещения возглавляемой им и Н. Н. Месяцевым советской делегации в Монголию, ужиная в доме Юмжагийна Цэдэнбала, Н. Месяцев «говорил о Шелепине как о будущем Генеральном секретаре». 

 Месяцев действительно кричал: «Вот будущая величина!» — это было при мне. Все сидели выпившие, возможно, советский посол или офицер спецслужб проинформировал своё руководство… — А. И. Филатова, 
В 1965 г. инициировал "Процесс Синявского и Даниэля". 

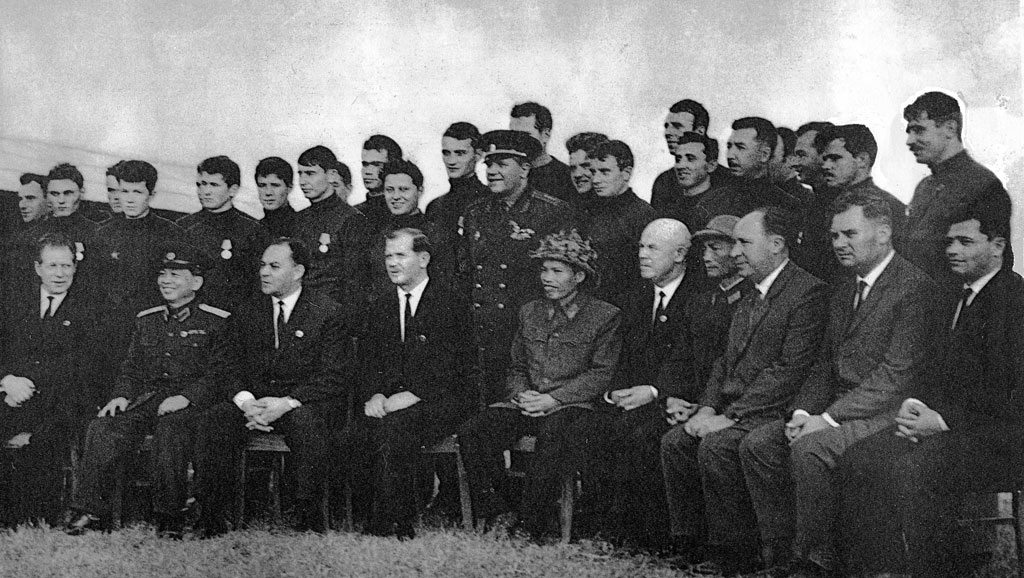
А. Н. Шелепин (сидит 3-й слева) после вручения боевых наград участникам войны во Вьетнаме.
Ханой, 1966 г.

В 1966 году возглавлял советскую партийно-правительственную делегацию во Вьетнам.

Как вспоминает помощник Брежнева А. М. Александров-Агентов
Мне вспоминаются пространные замечания и поправки, которые постоянно поступали от Шелепина, к текстам речей, рассылавшихся Брежневым. Все они шли в одном направлении: заострить классовый подход к проблемам, укрепить дисциплину, твёрже противостоять проискам империализма, покончить с рецидивами «хрущёвщины», к которым он относил и курс на укрепление мирного сосуществования во внешней политике, возобновить взаимопонимание с руководством Китая (а ведь это было время «культурной революции» в Пекине). Брежнев эти замечания читал, но в общем игнорировал.

О том же вспоминает Ф. М. Бурлацкий: 
Весной 1965 года большой группе консультантов из нашего и других отделов поручили подготовку доклада Первого секретаря ЦК к 20-летию Победы в Великой Отечественной войне. Мы сидели на пятом этаже в комнате неподалёку от кабинета Брежнева. Мне поручили руководить группой, и именно поэтому помощник Брежнева передал мне его просьбу проанализировать и оценить параллельный текст, присланный ему Шелепиным. Позже Брежнев вышел сам, поздоровался со всеми за руку и обратился ко мне с вопросом:
— Ну, что там за диссертацию он прислал?
А «диссертация», надо сказать, была серьёзная — не более и не менее как заявка на полный пересмотр всей партийной политики хрущёвского периода в духе откровенного неосталинизма. Мы насчитали 17 пунктов крутого поворота политического руля к прежним временам: восстановление «доброго имени» Сталина; пересмотр решений XX и XXII съездов; отказ от утверждённой Программы партии и зафиксированных в ней некоторых гарантий против рецидивов культа личности, в частности отказ от ротации кадров; ликвидация совнархозов и возвращение к ведомственному принципу руководства, установка на жесткую дисциплину труда в ущерб демократии; возврат к линии на мировую революцию и отказ от принципа мирного сосуществования, как и от формулы мирного перехода к социализму в капиталистических странах; восстановление дружбы с Мао Цзэдуном за счет полных уступок ему в отношении критики культа личности и общей стратегии коммунистического движения; возобновление прежних характеристик Союза коммунистов Югославии как «рассадника ревизионизма и реформизма»… И многое другое в том же направлении.

А также Г. А. Арбатов: 
[это] произошло в январе 1965 года. На носу было заседание политического консультативного комитета Организации Варшавского договора. На президиуме ЦК обсуждался проект директив нашей делегации, подписанный Андроповым и Громыко (готовили его основу консультанты совместно с группой работников Министерства иностранных дел). И вот на заседании президиума ЦК состоялся первый после октябрьского пленума большой конкретный разговор о внешней политике. 
Андропов пришёл с заседания очень расстроенный. ❬…❭ Как мы узнали потом, некоторые члены президиума – Андропов был тогда «просто» секретарём ЦК — обрушились на представленный проект, резко критиковали его за недостаток «классовой позиции», «классовости», ставили авторам в вину чрезмерную «уступчивость в отношении империализма», пренебрежение мерами для улучшения отношений, сплочения со своими «естественными» союзниками, «собратьями по классу» (как мы поняли, имелись в виду прежде всего китайцы). От присутствовавших на совещании узнали, что особенно активны были А. Н. Шелепин и, к моему удивлению, А. Н. Косыгин. Брежнев больше отмалчивался, присматривался, выжидал. А когда Косыгин начал на него наседать, требуя, чтобы тот поехал в Китай, потерял терпение и буркнул: «Если считаешь это до зарезу нужным, поезжай сам». 
Главным реальным результатом начавшейся дискуссии в верхах стало свёртывание наших предложений и инициатив, направленных на улучшение отношений с США и странами Западной Европы. А побочным — на несколько месяцев — нечто вроде опалы для Андропова.

Как видно, противником Шелепина был не только Брежнев, но и Андропов. Вот что вспоминает Е. И. Чазов: 
Всё первое полугодие 1967 года мне часто приходилось встречаться и с Брежневым, и с Андроповым, и я чувствовал их уверенность в успешном исходе борьбы с Шелепиным, который оказался менее искушённым и искусным в сложных перипетиях борьбы за политическую власть. Ни в Политбюро, ни в ЦК он так и не смог создать необходимого авторитета и большинства. Старики не хотели видеть во главе страны «комсомольца», как они называли Шелепина, памятуя его руководство комсомольской организацией СССР.
По воспоминаниям А. И. Микояна:
Совершенно неожиданно для меня группировка Шелепина в начале 1967 года обратилась ко мне с предложением принять участие в их борьбе против группировки Брежнева… ❬…❭ …выступить первым, исходя из моего авторитета в партии, после чего они все выступят и сместят Брежнева с поста Первого секретаря. ❬…❭ Кончилось же дело тем, что секретарь МК Егорычев, соратник Шелепина, выступил [20 июня 1967 года] на Пленуме ЦК с резкой, но малообоснованной критикой Министерства обороны и ЦК в руководстве этим министерством: Москва, мол, плохо подготовлена к внезапному нападению со стороны США. ❬…❭ Брежнев понял эту вылазку как начало открытой борьбы против него. После этого Пленума Шелепин был переведён в ВЦСПС, а позже выведен из руководства и отправлен на пенсию. Егорычев уехал послом в Данию, а Семичастный отправлен на партийную работу в Сумскую область на Украине.
Как вспоминал А. И. Аджубей, в высоких кругах возрадовались низложению Шелепина; так и говорили: «Не хватало нам этого комсомольского диктатора».
Схожие сведения у заместителя Твардовского Кондратовича: «Говорят, что аппарат недоволен тем, что с Шелепиным поступили мягко. Ходит фраза Шелепина о том, что пора обуздать аппарат, урезать блага, пайки и прочее».

### После 1967 года

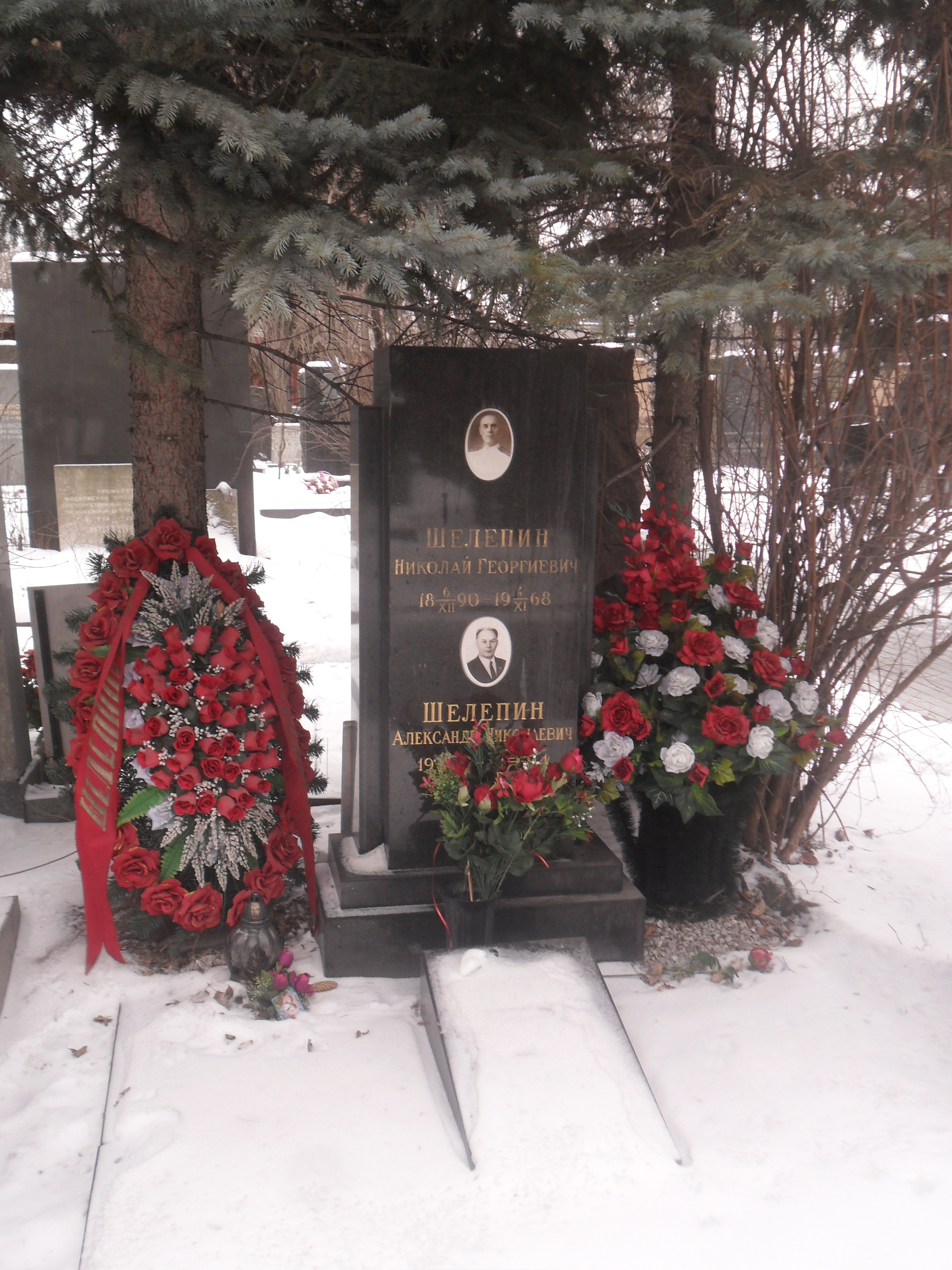
Могила Шелепина на Новодевичьем кладбище Москвы.

В 1967—1975 годах председатель ВЦСПС.

Он не железный, ❬…❭ страшно возмущался тем, как плохо живёт народ. Целый месяц по его поручению мы готовили записку в Политбюро о том, что надо сделать уклон на производство товаров народного потребления, начать техническое перевооружение. Но безрезультатно…— А. П. Бирюкова

Поддержал предложение об установке бюста Сталина в Некрополе у Кремлёвской стены в Москве в 1970 году. Как пишет А. Черняев: 
Вчера принимали Асада (президент Сирии), так он даже и здесь сумел вставить о Сталине. Бюст на Красной площади — это его работа. Да ещё Шелепина. Брежнев сдержанно относился к этой идее, не торопился.
По некоторым источникам, это было сделано в целях примирения с Китаем, но формально решение принял московский горком КПСС.
По обсуждавшемуся в Политбюро ЦК в 1974 году вопросу об А. И. Солженицыне высказывался за арест писателя.

### Снятие с должности и выход на пенсию
Во время посещения Великобритании в 1975 году во главе профсоюзной делегации был там встречен массовыми демонстрациями протеста. Скандал был использован как основание для его выведения из состава политбюро ЦК. По мнению С. И. Григорьянца, международный скандал был подготовлен Андроповым, и Шелепин попал в ловушку. Схожего мнения придерживается Карен Брутенц: «Потерпевший поражение в противостоянии с Брежневым, Шелепин был изгнан из политбюро после того, как в Англии его закидали гнилыми помидорами (акция, подозреваю, организованная не без помощи наших спецслужб)». Накануне приезда Шелепина одна из британских газет опубликовала статью Виктора Луи, в которой читателям напоминали, что глава советских профсоюзов — ярый сталинист и бывший глава карательных органов.
А. С. Черняев вспоминал: 
Снят Шелепин. Это — неожиданность и для Пономарева. Не посмотрели даже на то, что англичане, устроившие председателю ВЦСПС кошачий концерт две недели назад, могут воспринять это как результат их давления. Они так и восприняли, судя по «Times» и Ко. Шелепин подал заявление Пленуму, в котором говорится, что 7 лет, мол, я выполнял поручение ЦК, но теперь, поразмыслив, убедился, что у меня нет «производственной квалификации», чтобы руководить этим участком! В общем-то, конечно, хорошо, что полетел Шурик, претендент в «наполеончики».
Как отмечал профессор Д. А. Волкогонов, Шелепину в укор среди прочего было поставлено то, что он стал проявлять, по словам Л. И. Брежнева, «ложный демократизм»: поехал отдыхать не на спецдачу, а в обычный санаторий и стал ходить питаться в общую столовую.
В 1975—1984 годах работал заместителем председателя Госкомитета СССР по профессионально-техническому образованию.
С 1984 года персональный пенсионер союзного значения.
После развала СССР получил обычную пенсию по выслуге лет, которой едва хватало, и очень сожалел, что отказался в своё время (в бытность председателем КГБ) от звания генерал-полковника, которое ему хотел присвоить Хрущёв.
Похоронен в Москве на Новодевичьем кладбище (6 уч.).

## Семья
Жена Вера Борисовна (1919—2005).
- сын — Андрей.
- две дочери[уточнить]

## Награды
- 4 ордена Ленина (в том числе 28.10.1948, 11.01.1957, 02.12.1971[35][36])
- Орден Трудового Красного Знамени
- Орден Отечественной войны II степени (11.03.1985)
- Орден Красной Звезды (27.02.1942)
- Медаль «За оборону Москвы»
- Медаль «Партизану Отечественной войны» II-й степени
- Медаль «За победу над Германией в Великой Отечественной войне 1941—1945 гг.» (1945)
- Медаль «За доблестный труд в Великой Отечественной войне 1941—1945 гг.» (1945)
- другие медали

## Отзывы
- Н. Н. Месяцев: «Он был демократичный по своему духу, по натуре. Он любил шутку, любил розыгрыш, вообще был милый и симпатичный парень»[37][38][39].
- В. Е. Семичастный: «…Я с ним всю жизнь проработал рядом, я всё время за ним шёл, он — человек организованный, он — человек высокой дисциплины, он — человек высокой ответственности — это да, я тут ничего не могу сказать, терпеть расхлябанность и недисциплинированность и безответственность он не мог»[4].
- Ф. Д. Бобков высказывал мнение, что «в перспективе Шелепин мог оправдать роль руководителя партии и государства»[40].
- Н. К. Сванидзе называл Шелепина «убеждённым сталинистом» и в Политбюро ЦК КПСС сочувствующим русским националистам (см. «Русская партия (СССР)»)[41].

## Киновоплощения
- Евгений Жариков в художественном фильме «Серые волки», 1993
- Игорь Иванов в телевизионном сериале «Брежнев», 2005
- Сергей Яценюк в фильме «Зоя», 2020

## Память
- Именем Александра Шелепина названа улица в Коминтерновском районе Воронежа[42].